# نشانگان داون
سندرم داون یا نشانگان داون (به انگلیسی: Down syndrome) یک بیماری ژنتیکی است که به دلیل حضور تمام یا بخشی از یک کروموزوم اضافی در جفت کروموزوم ۲۱ به وجود می‌آید که در اصطلاح علمی تریزومی ۲۱ نامیده می‌شود. این بیماری دارای علائم مختلف از جمله ناهنجاری‌های عمده یا خفیف در ساختار یا عملکرد ارگان‌ها است. از جمله علائم عمده و زودرس که تقریباً در همه بیماران مشاهده می‌شود وجود مشکلات یادگیری و نیز محدودیت و تأخیر رشد و نمو است. ناهنجاری‌های فک و صورت، ناهنجاری‌های قلبی عروقی و خطر ابتلای بیشتر به انواعی از بیماری‌ها نظیر آلزایمر، لوسمی و عفونت‌ها نیز از پیامدهای این بیماری هستند. علائم ظاهری سندرم داون، وجود یک خط عرضی در کف دست به جای دوتا، چین‌های کنار داخلی صورت، بینی کوچک و سر بالا و گوش‌های کوچکتر و کمی پایینتر و… است.
نام این سندرم از نام یک پزشک انگلیسی به نام جان لانگدان داون (John Langdon Down) گرفته شده‌است که برای اولین بار این سندرم را در سال ۱۸۶۶ توصیف نمود.
افراد مبتلا به سندرم داون توان ذهنی پایین‌تر از حد میانگین دارند و به‌طور معمول دچار ناتوانی ذهنی خفیف تا متوسط هستند. تعداد کمی از مبتلایان به سندرم داون دچار ناتوانی شدید ذهنی هستند. متوسط میزان بروز این سندرم مابین ۱ در ۶۰۰ تا یک در ۱۰۰۰ مورد از تولد نوزادان زنده گزارش شده‌است که این میزان در مادران جوان کمتر و با افزایش سن مادر افزایش می‌یابد. با این وجود در حدود دو سوم مبتلایان به سندرم داون از مادران زیر ۳۵ سال متولد می‌شوند.
علت اصلی ایجادکننده سندرم داون، جدا نشدن کروموزوم‌های شماره ۲۱ مادری است که این خطر با افزایش سن مادران رابطه دارد، در کنار این، عدم جدایی می‌وزی پدری، موزاییسم حاصل از عدم جدایی میتوزی یا جابجایی بین کروموزوم‌ها نیز می‌تواند باشد.
مبتلایان به بیماری ژنتیکی سندرم داون به‌طور متوسط، حدود ۳۲ تا ۳۵ سال عمر می‌کنند.

## مکانیسم‌های ایجاد سندرم داون
۱) Nondisjunction (عدم جدا شدن درست کروموزومی هنگام تقسیم): ۹۵ درصد تمام مبتلایان به تریزومی ۲۱ را شامل می‌شود. در میوزI یا میوزII می‌تواند رخ دهد: فرایند غیرطبیعی با هم ماندن کروموزوم‌ها در آنافاز I یا II رخ می‌دهد. بررسی‌ها نشان می‌دهد که خطای میوزی معمولاً طی میوز مادر (اغلب ۹۵٪ از موارد) مشکل در میوزI مادر است، اما در میوز پدری (اغلب ۵٪ از موارد) معمولاً خطا در میوزII پدر است بنابراین سن بالای مادر بسیار مهم‌تر است. اهمیت سن مادر در سندرم داون به دلیل فیزیولوژی اووگونی می‌باشد که مراحل اووژنز بسیار طولانی‌تر از اسپرماتوژنز است در واقع اووژنز از دوران جنینی شروع و تا زمان لقاح ادامه دارد. این موضوع را می‌توان به این شکل توضیح داد که در جنس مؤنث تولید تخمک از دوران جنینی شروع شده سپس دچار وقفه می‌شود و این وقفه تا چرخه‌های تخمک گذاری ادامه می‌یابد، در هر چرخه تخمک گذاری یک تخمک با ادامه تقسیم میوز از تخمدان‌ها آزاد می‌شود، پس هر چه سن افزایش یابد طول مدت دوره توقف افزایش بیشتری خواهد داشت که همین افزایش این دوره رکود یا توقف باعث بهم ریختگی و کاهش کارایی دستگاه تقسیم سلولی در تخمک‌ها و احتمال ایجاد خطا به‌صورت عدم تفرق صحیح یا Nondisjunction می‌شود، اما در مردان شروع تولید اسپرم دوران بلوغ بوده و روزانه تقسیمات متعددی برای ایجاد اسپرم‌های جدید ایجاد می‌شود و چنین دوره وقفه ای وجود ندارد.
۲) جابه‌جایی رابرتسونی (Robertsonian translocation): حدود ۴ درصد از مبتلایان را شامل می‌شود. در این مکانیسم دو کروموزوم آکروسنتریک (میان‌پار) بازوهای کوتاه را از دست می‌دهند و بازوهای بلندشان به هم متصل می‌شود. اغلب اوغات کروموزوم‌های درگیر کروموزوم ۱۴ و ۲۱ می‌باشند. افرادی که در اثر جابه جایی رابرتسونی دچار سندرم داون می‌شوند، پدر یا مادر آنان حامل‌های سالم (از نظر فنوتیپ) جابه جایی رابرتسونی هستند. تعداد کروموزوم فرد حامل ۴۵ عدد است و تنها مشکل او ایجاد گامت‌های دارای ناهنجاری می‌باشد.
۳) حالت ۲۱q 21q: حدوداً کمتر از ۱ درصد از مبتلایان را شامل می‌شود. برخی از متخصصین اعتقاد دارند این حالت یک نوع ایزوکروموزوم است، در این حالت بازوهای دو کروموزوم ۲۱ فرد حذف و بازوهای بلند به هم متصل می‌شوند. در واقع فرد تنها یک کروموزوم ۲۱(۲۱q 21q) خواهد داشت و این فرد را حامل گویند و از لحاظ فنوتیپ سالم بوده و مشکل تنها در گامتوژنز می‌باشد. فرزند فرد حامل یا مبتلا به سندرم داون خواهد بود یا در اثر مونوزومی ۲۱ سقط خواهد شد.
۴) موزاییک (ژنتیک): این افراد در برخی از بخش‌های بدنشان دارای سلول‌هایی با کاریوتیپ تریزومی ۲۱ خواند بود و در برخی دیگر کاریوتایپ حتی نرمال دارند. موزائیسم در تقسیم میتوز اتفاق می‌افتد و بسته به اینکه در چه مرحله‌ای از تشکیل جنین اتفاق افتد فنوتیپ متفاوتی را نشان خواهد داد، یعنی هرچه تعداد سلول‌های تریزومی ۲۱ کمتر باشد (زمان بیشتری از تشکیل سلول‌های جنینی گذشته باشد) فنوتیپ خفیف تری را نشان می‌دهد.

## آلفا فیتو پروتئین(AFP)
آلفافیتوپروتئین به‌طور معمول در خون مردان سالم و زنان غیر باردار یافت نمی‌شود یا میزان آن بسیار اندک است. اندازه‌گیری سطح سرمی آلفا فیتوپروتئین در مادران حامله بخشی از آزمایش‌های غربالگری است و از آن می‌توان جهت تشخیص برخی بیماری‌ها و ناهنجاری‌های جنین استفاده کرد مانند نواقص کانال نخاعی، انانسفالی، سندروم داون و بیماری‌های نادر مانند سندروم‌های کروموزومی (تریزومی) یا امفالوسل که یک نقص مادرزادی در دیواره شکمی است. در مسدود شدن کانال نخاعی (Spinabifida)، چنانچه میزان AFP خون زودتر از ۱۵ هفتگی مورد بررسی قرار بگیرد، قابل اطمینان نیست. با بررسی AFP موجود در خون به همراه نتایج دو تست دیگر به نام‌های «استریول» و HCG می‌توان سندروم داون (Down) را تشخیص داد. هنگامی که این سه تست با هم انجام شوند به آن تست تریپل می‌گویند. این تست جهت اسکرین (تشخیص) مشکلات جنینی، بسیار دقیق‌تر از تست مجزای AFP است. این تست بر روی سرم خون مادر انجام می‌شود.
اسکرین جنین یک زن باردار جهت تشخیص سندروم داون: سطح پایین AFP در ۶۰ درصد موارد می‌تواند نشانه سندروم داون باشد اما هنگامی که نتایج تست AFP همراه با نتایج دو تست استریول و HCG مورد بررسی قرار گیرد، احتمال تشخیص سندروم داون تا ۸۰ درصد افزایش می‌یابد.
پزشکان توصیه می‌کنند در صورتی که داروهای ضد انعقاد مانند آسپرین یا وارفارین مصرف می‌کنید، قبل از انجام خونگیری، به پزشک اطلاع دهید. ممکن است مقادیر نرمال AFP در آزمایشگاه‌های مختلف با هم تفاوت داشته باشند. این مقادیر نرمال بسته به سن جنین فرق می‌کند. شاید AFP بالا یا پایین به این معنی باشد که سن جنین اشتباه محاسبه شده‌است. به کمک سونوگرافی خیلی دقیق‌تر می‌توان سن جنین را محاسبه کرد. انجام آمینیو سنتز نیز به منظور اندازه‌گیری AFP مایع آمینیون توصیه می‌شود. در زنان باردار مقدار AFP در هفته چهاردهم به‌تدریج شروع به افزایش می‌کند. این حالت تا یکی دو ماه قبل از تولد ادامه یافته و سپس به‌تدریج کاهش می‌یابد. مقادیر AFP در زنان سیاهپوست معمولاً کمی بالاتر از زنان سفیدپوست است. برای تخمین صحیح سن جنین لازم است مقدار AFP را به‌دقت اندازه‌گیری کرد. اندازهٔ نرمال مقدار AFP برای هر خانم بر اساس وزن، نژاد، وضعیت دیابت (یعنی اینکه آیا شخص نیاز به تزریق انسولین دارد) و سن جنین وی تنظیم شده‌است. اگر طی سونوگرافی تخمین سن جنین تغییر کند باید مقدار AFP را دوباره با آن تطبیق داد. میانگین این اندازه تطبیق داده شده را MOM می‌نامند. مقدار MOM را برای خانم مورد آزمایش، نرمال در نظر می‌گیرند.
مقدار بالای AFP در یک زن باردار می‌تواند به این دلایل باشد: سن نامناسب بارداری، یک حاملگی چند قلویی، جنین با نقص لوله عصبی، نقص دیواره شکمی (Omphalocele) و جنین مرده. برای اصلاح Omphalocele یا نقص دیواره شکمی، نوزاد باید پس از تولد مورد عمل جراحی قرار بگیرد.

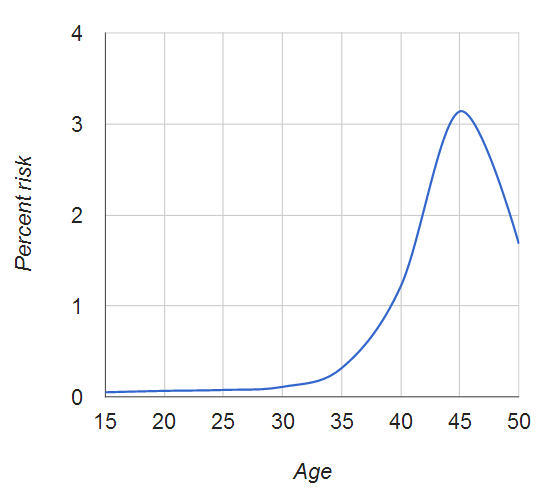
خطر داشتن حاملگی سندرم داون در ارتباط با سن مادر

مقدار کمتر از حد نرمال AFP در یک زن باردار مقدار پایین AFP می‌تواند به این دلایل باشد: سن نامناسب آبستنی، جنین مبتلا به سندروم داون.
عوامل تأثیرگذار بر روی تست آلفا فیتو پروتئین: سیگار کشیدن باعث افزایش مقدار AFP خون می‌شود؛ نگهداری بد و نامناسب خون در یخچال و آلوده بودن خون از دلایلی هستند که می‌توانند در نتایج تست اختلال ایجاد کنند. AFP یک تست اسکرینیینگ است که احتمال وجود مشکلات را در جنین جستجو می‌کند. چنانچه نتایج AFP غیرطبیعی باشد باید تست‌های اضافه دیگری را نیز انجام داد.
برای ارزیابی AFP غیرطبیعی از سونوگرافی استفاده می‌شود. سونوگرافی علاوه بر اینکه مواردی از قبیل چندقلویی زایی و تخمین سن جنین را مشخص می‌کند، علت افزایش مقدار AFP خون را هم نشان می‌دهد. در صورتی که با سونوگرافی نتوان علت AFP غیرطبیعی را تشخیص داد باید آمنیوسنتز انجام شود. مقدار AFP موجود در مایع آمنیوتیک را می‌توان به کمک آمنیوسنتز اندازه‌گیری کرد.

### غربالگری سه‌ماهه اول بارداری
شیوه انتخابی مؤسسه جهانی پزشکی جنین است و در بین هفته ۱۱ تا ۱۴ حاملگی به همه مادران باردار توصیه می‌شود. در این روش از مارکرهای سونوگرافی، بیوشیمی، مشاوره و نرم‌افزار استاندارد استفاده می‌شود. در صورت انجام در مراکز مورد تأیید مؤسسه جهانی پزشکی جنین ۹۰ تا ۹۵ درصد دقت دارد.

### غربالگری سه‌ماهه دوم بارداری
در صورت رعایت کلیه استانداردها تا بین ۷۵ تا ۸۵ درصد دقت دارد و در مادرانی که در سه‌ماهه اول موفق به انجام غربالگری سه‌ماهه اول نشده‌اند یا در مواردی که امکان دسترسی به روش‌های پیشرفته سه‌ماهه اول وجود ندارد توصیه می‌شود.

### غربالگری تجمعی
از ترکیب ریسک محاسبه شده در سه‌ماهه اول و دوم به‌دست می‌آید و در صورت رعایت همه استانداردها تا ۹۵ درصد دقت دارد. در این روش ریسک محاسبه شده سه‌ماهه اول به اطلاع مادر رسانده نمی‌شود و به همین دلیل در مواردی که ریسک محاسبه شده سه‌ماهه اول پرخطر تعیین شده باشد، عده‌ای خلاف موازین اخلاق پزشکی می‌دانند و آن را توصیه نمی‌کنند.

## امید به زندگی
احتمال مرگ زودرس (مرگ در دوران کودکی) در میان مبتلایان به نشانگان داون بیشتر از متوسط افراد جامعه است. مهم‌ترین دلیل این مرگ‌ها، مشکلات قلبی و عفونی است. بهره‌گیری از خدمات پزشکی به ویژه در رابطه با مشکلات قلبی و دستگاه گوارش، امید به زندگی در میان مبتلایان به این بیماری را افزایش می‌دهد.

نمودار تعداد مرگ‌ها به ازای یک میلیون نفر در سال ۲۰۱۲
۰
۱
۲
۳
۴
۵
۶
۷–۸
۹–۱۶

امید به زندگی افراد مبتلا در سال ۱۹۱۲، دوازده سال، در دههٔ هشتاد میلادی به ۲۵ سال و در دههٔ اول قرن بیست و یک در کشورهای صنعتی به پنجاه تا شصت سال رسیده‌است. در حال حاضر بین ۴ تا ۱۲ درصد مبتلایان در نخستین سال تولد جان خود را از دست می‌دهند. احتمال حیات طولانی مدت تا حدی به مشکلات قلبی وابسته است. از میان مبتلایان کسانی که مشکلات قلبی مادرزادی دارند، ۶۰ درصد تا ۱۰ سال و ۵۰ درصد تا ۳۰ سال عمر می‌کنند. در حالی که ۸۵ درصد مبتلایان بدون مشکلات قلبی به ۱۰ سالگی و ۸۰ درصد به ۳۰ می‌رسند. ۱۰ درصد مبتلایان به نشانگان داون بیش از هفتاد سال عمر می‌کنند.

## آثار هنری
برخی از آثار هنری که به سندرم داون پرداخته‌اند:
- فیلم روز هشتم، ساخته ژاک وون دورمل (۱۹۹۶)
- فیلم بچه‌های ابدی، ساخته پوران درخشنده (۱۳۸۵)
- فیلم کافه فلور، ساخته ژان مارک والی (۲۰۱۲)